# Mathilda och Anna Roos stiftelse
Mathilda och Anna Roos stiftelse Bildades av systrarna Anna Roos och Mathilda Roos.
Stiftelsen delar årligen ut stipendier till KFUK-KFUM-medlemmar, framförallt till kvinnor, som på olika sätt arbetar eller har arbetat inom rörelsen och får genom stiftelsen bidrag till kurser eller konferenser.